# Guus Lutjens
Gustaaf Willem Adolf Wolf (Guus) Lutjens (Padang, 13 augustus 1884 - Den Haag, 25 april 1974) was een Nederlands voetballer.

## Clubcarrière
Lutjens begon met voetballen bij Vitesse. In 1900/01 kwam hij hier voor het eerst voor op de ledenlijst. Lang duurde dit niet want in verband met zijn opleiding vertrok hij medio 1901 naar Alkmaar. Hier kwam hij uit in het cadettenelftal. Na een clubloos jaar werd hij in de zomer van 1902 toch maar weer lid van Vitesse. Ondertussen speelde hij ook nog steeds bij het cadettenelftal. In 1903 ging Lutjens in verband met zijn studie over naar het Bredasche Velocitas waar hij drie seizoenen speelde alvorens in 1906 de overstap te maken naar HVV. Ook in Den Haag was hij tot aan zijn vertrek naar Nederlands-Indië in 1911 een vaste waarde in het eerste elftal. Op 30 april 1911 speelde hij op 26-jarige leeftijd zijn laatste competitiewedstrijd uit tegen Sparta. De wedstrijd eindigde in een 3-0 nederlaag.
Driemaal kwam Lutjens uit in de kampioenscompetitie, in 1904 met Velocitas en in 1907 en 1910 met HVV. De beide laatste keren werd dit bekroond met het landskampioenschap. In 1904 had Lutjens eveneens landskampioen kunnen worden als de laatste wedstrijd van de kampioenscompetitie thuis tegen HBS was gewonnen. In plaats daarvan werd het een 2-2 gelijkspel waardoor de Hagenaars kampioen werden. Van de acht gespeelde wedstrijden in deze drie kampioenscompetities miste Lutjens alleen de eerste, een uitwedstrijd tegen PW uit het vanaf Breda bezien toen nog zeer verre Enschede. Lutjens is een van de weinige voetballers die voor verschillende verenigingen is uitgekomen in de kampioenscompetitie.

## Vertegenwoordigend voetbal
Lutjens was een van de elf spelers die op 30 april 1905 in Antwerpen de allereerste interland van het Nederlands voetbalelftal speelde. In totaal zou Lutjens 14 interlands spelen, waarin hij vijf keer scoorde.
| Nr. | Datum            | Locatie                       | Thuisploeg | Uitploeg  | Uitslag | Dp. | Verslag |
| --- | ---------------- | ----------------------------- | ---------- | --------- | ------- | --- | ------- |
| 1.  | 30 april 1905    | Kielstadion, Antwerpen        | België     | Nederland | 1-4     | -   |         |
| 2.  | 14 mei 1905      | Schuttersveld, Rotterdam      | Nederland  | België    | 4-0     | 1   |         |
| 3.  | 29 april 1906    | Kielstadion, Antwerpen        | België     | Nederland | 5-0     | -   |         |
| 7.  | 09 mei 1907      | terrein HFC, Heemstede        | Nederland  | België    | 2-3     | -   |         |
| 15. | 21 maart 1909    | Kielstadion, Antwerpen        | België     | Nederland | 1-4     | 1   |         |
| 16. | 12 april 1909    | Oud-Roosenburgh, Amsterdam    | Nederland  | Engeland  | 0-4     | -   |         |
| 17. | 25 april 1909    | Prinsenlaan, Rotterdam        | Nederland  | België    | 4-1     | 1   |         |
| 18. | 11 december 1909 | Stamford Bridge, Londen       | Engeland   | Nederland | 9-1     | -   |         |
| 19. | 13 maart 1910    | Kielstadion, Antwerpen        | België     | Nederland | 3-2     | 1   |         |
| 20. | 10 april 1910    | De Hout, Haarlem              | Nederland  | België    | 7-0     | -   |         |
| 21. | 24 april 1910    | Klarenbeek, Arnhem            | Nederland  | Duitsland | 4-2     | 1   |         |
| 22. | 16 oktober 1910  | VfB Kleve 1903-terrein, Kleef | Duitsland  | Nederland | 1-2     | -   |         |
| 23. | 19 maart 1911    | Kielstadion, Antwerpen        | België     | Nederland | 1-5     | -   |         |
| 24. | 2 april 1911     | DFC-terrein, Dordrecht        | Nederland  | België    | 3-1     | -   |         |

## Privéleven
Lutjens werd geboren als middelste zoon van Hendrik Jacob Cornelis Wilhelminus, geboren op 27 mei 1839 te Batavia en Elisabeth Catharina Margaretha baronesse Van der Feltz. Zijn ouders waren gehuwd op 12 maart 1875 te Apeldoorn. Vader Lutjens was zijn carrière geëindigd als majoor in het Oost-Indisch Leger en overleed op 51-jarige leeftijd op 11 juni 1890 te Arnhem. Lutjens was toen vijf jaar oud. Zijn oudere broer, Jan Frederik Hendrik Jacob was geboren op 14 september 1878 te Apeldoorn en zijn jongste broer, Gustaaf Eugenius Victor Lambert, werd geboren op 8 juni 1887 te Arnhem. De moeder van Lutjens overleed op 28 februari 1922 te Arnhem